# Secugnago
Secugnago är en ort och kommun i provinsen Lodi i regionen Lombardiet i Italien. Kommunen hade 1 956 invånare (2018).